# Galeus priapus
Galeus priapus — акула з роду Пилкохвоста котяча акула родини Котячі акули. Інша назва «фалічна пилкохвоста котяча акула».

## Опис
Загальна довжина досягає 46 см. Голова помірно довга. Очі маленькі, горизонтальні, з мигальною перетинкою. Під очима розташовані невеличкі горбики. Зіниці щілиноподібні. За очима розташовані крихітні бризкальця. Ніздрі з трикутними носовими клапанами. Губні борозни довгі. Рот великий та широкий. Зуби розташовані у декілька рядків. На обох щелепах — по 60 зубів. Зуби дрібні, з багатьма верхівками, з яких центральна є високою і гострою, а 1-2 бокові — маленькі. У неї 5 пар зябрових щілин. Тулуб стрункий, циліндричний. Грудні плавці досить великі та широкі, з округлими кінчиками. Має 2 спинних плавця, з яких передній більше за задній. Перший спинний плавець розташовано навпроти задньої частини черевних плавців, задній — поза середини анального плавця. Черевні плавці короткі та низькі. У самців на них розташовані доволі довгі й тонкі статеві органи (птеригоподії). За це отримала іншу назву. Анальний плавець відносно маленький, його основа складає 8-10% довжини усього тіла. Хвостовий плавець довгий, гетероцеркальний. На верхній лопаті розташовано зубчастий гребінь, утворений великою шкіряною лускою.
Забарвлення сіре. По спині розташовані 2 темні сідлоподібні плями до грудних плавців та 2 такі ж плями уздовж хвоста. Грудні плавці мають чорну облямівку. Задні краї спинних та анального плавців мають білий колір. Ротова порожнина чорнувата зверху та білувата знизу.

## Спосіб життя
Тримається на глибинах від 262 до 830 м. Воліє до підводних гірських утворень. Доволі повільна й млява акула. Полює біля дна, є бентофагом. Живиться
Статева зрілість настає при розмірі 39 см. Це яйцекладна акула. Самиця відкладає 2 яйця зі крученими вусиками, якими чіпляється до ґрунту.

## Розповсюдження
Мешкає в акваторії о. Нова Каледонія, островів Луайоте, Нові Гебриди, біля підводного хребта Норфолк.